# Dioulol
Der Dioulol ist ein linker südwestlicher Seitenarm des Senegal in der senegalesischen Region Matam.

## Geografie
Er zweigt zwischen dem Dorf Balél und der stromabwärts benachbarten Stadt Waoundé vom Hauptstrom ab. Daher findet sich verschiedentlich die Bezeichnung Tchangol Balél für diesen Wasserlauf, jedoch finden sich nur für die Bezeichnung Dioulol offizielle Belege.
55,5 Kilometer weiter nordwestlich, kurz vor der Regional- und Départementspräfektur Matam, vereinigen sich Haupt- und Nebenstrom wieder.
Das anfänglich rund 20 Meter breite Gewässerbett des Dioulol mäandriert durch eine fünf bis 15 Kilometer breite Schwemmlandebene und speist je nach Jahreszeit ein mehr oder weniger großes Netz unübersichtlicher Verzweigungen, unwegsamer Feuchtgebiete und stehender Gewässer. So verliert sich die Wasserführung des ohnehin nur in und nach der Regenzeit fließenden Dioulol oft schon auf halbem Wege, noch bevor er die Stadt Kanel erreichen kann. Auch der Name verliert sich. Allerdings gibt es ein durchgehendes System von Gewässerbetten, die abwärts von Kanel auch wieder über nennenswerte Wasserführung verfügen, ja sogar sich zwischendurch zu einem See ausweiten, dem Vèndou Kanel, um dann kurz oberhalb von Matam alles Wasser wieder dem Hauptstrom zuzuleiten.
Die Zuflussmenge aus dem Hauptstrom in den Dioulol wird kurz hinter dem Abzweig von einem 60 Meter breiten Stauwehr reguliert. Auch gibt es hier eine 110 Meter überspannende Straßenbrücke für die Regionalstraße R 42, die von der Nationalstraße N 2 nahe bei Semmé ausgehend, über die Stadt Waoundé hinaus bis Matam dem Ufer des Hauptstroms folgt.
Am Festlandufer des Dioulol liegt die Stadt Hamady Ounaré.